# Mengening
Mengening is een bestuurslaag in het regentschap Buleleng van de provincie Bali, Indonesië. Mengening telt 1470 inwoners (volkstelling 2010).